# Vladimirs Lindermans
Vladimirs Lindermans, også kendt som Abel (russisk: Владимир Ильич Линдерман tr. Vladimir Iljitj Linderman; 3. november 1958 i Riga i Lettiske SSR), er en tidligere russisk og nuværende lettisk politiker med jødisk baggrund. Lindermans har været blandt lederne af det Nationalbolsjevistiske Parti i både Rusland og Letland. Senest ledte han organisationen Modersmål (russisk: Родной Язык), der var med til at organisere underskriftsindsamlingen for folkeafstemningen om russisk som officielt sprog i Letland.